# Jean de La Marthonie
Pour les articles homonymes, voir La Marthonie.
Jean de La Marthonie (mort en 1519), est un ecclésiastique qui fut évêque de Dax de 1513 à 1518.

## Biographie
Jean de La Marthonie est issu d'une famille originaire du Périgord mais installée à Bordeaux. Il est le fils d'Étienne de La Marthonie, conseiller au Parlement de Bordeaux et d'Isabeau de Pompadour. Son frère aîné Pierre Mondot de La Marthonie est 1er président du Parlement de Bordeaux (1500-1514) puis de celui de Paris (1514-1517). Favori du roi François Ier, il sera conseiller de la régente pendant l’expédition en Italie. Jean de La Marthonie fait des études de droit et obtient une licence avant d’entrer dans l'état ecclésiastique. Il est d'abord abbé de Guîtres en 1507 puis archidiacre du Médoc, chanoine des chapitres de Saint-André et de Saint-Seurin dans le diocèse de Bordeaux et abbé commendataire de l'abbaye de la Peyrouse dans le diocèse de Périgueux. Il obtient vraisemblablement sa promotion épiscopale du fait de l'influence de son frère et dès juin 1513, Guitard de Domezan intervient dans le diocèse au titre de son vicaire général. Il y est toutefois présent lors de la visite de son frère en octobre de la même année. Sa « résidence » ne se poursuit pas au delà de 1517 avant qu'il ne résigne avant la fin de l'année suivante sa fonction épiscopale en faveur de son neveu qui avait pris comme coadjuteur Gaston de La Marthonie. Il meurt au mois de juillet 1519 évêque émérite de Dax.